# Polonia sive de situ, populis, moribus, magistratibus et re publica regni Polonici libri duo
Polonia sive de situ, populis, moribus, magistratibus et re publica regni Polonici libri duo (Polska, czyli O położeniu, obyczajach, urzędach i rzeczypospolitej Królestwa Polskiego) – dzieło Marcina Kromera w języku łacińskim, wydane w Kolonii w 1577.
Książka zawiera całokształt wiedzy o Polsce XVI wieku – informacje geograficzne, etniczne, kulturalne, społeczne, gospodarcze i ustrojowe, stanowiąc ważne źródło wiedzy o epoce. Polonia jest też swego rodzaju uzupełnieniem wcześniejszej kroniki Kromera De origine et rebus gestis Polonorum libri XXX, opisującej dzieje Polski do 1506.
Pierwsza redakcja dzieła powstała prawdopodobnie w latach 1556-1557. Pierwsze wydanie drukiem ukazało się w 1577. Kolejne autoryzowane wydanie wyszło w 1578. W 1589 Polonia ukazała się w zbiorze prac Kromera i innych polskich dziejopisarzy.
Polonia Marcina Kromera z 1577 roku została zagrabiona w XVII wieku przez Szwedów, wraz z innymi bezcennymi skarbami kultury polskiej, podczas wypraw zbrojnych na Polskę i do dziś znajduje się na terenie Szwecji jako łup wojenny.